# O kraljevstvu Dalmacije i Hrvatske
O kraljevstvu Dalmacije i Hrvatske u šest knjiga (lat. De regno Dalmatiae et Croatiae libri sex), povijesno djelo trogirskog povjesničara i oca hrvatske historiografije Ivana Lučića (1604. – 1679.), koje se smatra prvim znanstveno-kritičkim djelom hrvatske historiografije. Lučić se, pri pisanju tog obimnog djela, služio brojnom arhivskom građom, od koje su neki dokumenti prvi put objavljeni upravo u njegovoj knjizi, čime je ukazao na njihovo postojanje.
Djelo je dovršeno 1662. godine, ali je prvi put objavljeno u Amsterdamu, 1666. godine. Knjiga je ponovno objavljena 1667. i 1668. godine i to zadnje izdanje je ujedno i najpotpunije, jer jer donosi kazalo, ispravljene greške, popravljenu naslovnicu rodoslovlje hrvatskih knezova i kraljeva te šest povijesnih karata Ilirika, koje čine prvi hrvatski atlas, od kojih je najpoznatija ona koju je Lučić posvetio hrvatskome banu Petru IV. Zrinskomu (1621. – 1671.).

## Sadržaj
Obuhvaćena su zbivanja iz prošlosti Dalmacije od rimskog doba do 1480. godine, uključujući razdoblje ranosrednjovjekovnog Kraljevstva Hrvatske i Dalmacije, u kojem, koristeći izvore, spominje hrvatske vladare od ranih knezova do kralja Zvonimira. Izdanje Lučićevog djela iz 1668. godine sadrži pet karata (Illyricum et Panonia. Tabula prima., Regnum Illyricum et Illyricum a Romanis additum. Tab. Secunda., Illyricum Monarchiae Romanae. Tabula tertia., Dalmatia post Imperii declinationem in Croatiam Serviam et Dalmatiam ipsam Distincta. Tabula Quarta. i Croatia marítima, Dalmatiae pars et pars Serviae. Tabula quinta.), rodoslovlja ugarskih vladara (Reges Ungariae.), bribirskih knezova iz roda Šubića (Comites breberienses de genere Subich.), knezova krbavskih od roda Gusića (Comites Corbavie de genere Gussich.), pet knjiga (Liber primus., Liber secundus., Liber tertius, Liber quartus i Liber sextus) te dodatke (Presbyteri Diocleatis Regnum Slavorum., Regum Dalmatiae et Croatiae gesta, a Marco Marulo Spalatensi Patricio Latinitate donata., Thom. Archid. Spalat. Historia Salonitanorum pontificum atque Spalatensium., Incipit Historia edita per Micham Madii de Barbazanis, de Spaleto..., Incipit summa historiarum tabula a cuthesis..., Obsidionis Iadrensis libri duo, Memoriale Pavli de Pavlo Patritii Jadrensis, Ioannis Lucii Notae ad Historiam presbyteri Diocleatis regnum slavorum dictam., Ioannis Lucii Notae ad Comentariolum Marci Maruli., Paladii Fusci Patavini De situ orae Illyrici, Marcii Marul Patritii Spalatensis. In eos, qui Beatum Hieronymus Italum elle contendunt., Appiani Alexandrini Rom. hist. de bellis Illyricis. Stephano Gradio patritio ragusino ab. bate Bibliothecae Vaticane custode interprete. i Ioannis Lucii Notae ad His. Thomae. Archid. Spalaten.).

## Vanjske poveznice
- Ivan Lučić Hrvatska enciklopedija
- Ivan Lučić Hrvatski biografski leksikon